# Riu Almanzora
El riu Almanzora té una longitud de 90 km i desemboca al mar Mediterrani. Representa una zona de pas tradicional, per diferents cultures, per anar cap a l'interior de l'actual província d'Almeria, Andalusia. Pren el nom de la població d'al-Mansura, actual Almanzora. Durant el període romà el riu fou anomenat Surbo, derivat de flumen superbum o 'riu superb' degut a les seues terribles crescudes, l'última de les quals fou l'octubre de 1973.
- Afluents principals:

Per la dretarierol d'Albanchez
Per l'esquerrarambla d'Albox